# Stanislav Mazel
Stanislav Mazel (12. listopadu 1894 Sivice – 30. dubna 1943 Untermaßfeld) byl československý legionář, důstojník, odbojář a oběť nacismu.

## Život

### Před první světovou válkou
Stanislav Mazel se narodil 12. listopadu 1894 v Sivicích čp. 58 na Brněnsku v rolnické rodině Františka Mazla a Františky, rozené Buchtové. Mezi lety 1907 a 1914 vystudoval vyšší reálné gymnázium v Brně, plánoval studium na historie na filozofické fakultě, což mu znemožnilo vypuknutí první světové války.

### První světová válka
Stanislav Mazel nastoupil prezenční službu u c. a k. armády u pěšího pluku 8 v Brně. Od 3. ledna 1915 studoval na škole pro důstojníky pěchoty v záloze v Sibinji, poté byl odvelen v hodnosti kadeta na ruskou frontu. Zde již 11. dubna téhož roku v prostoru Karpat zběhl. Po více než dvouletém pobytu v ruských zajateckých táborech se v zimě 1916 přihlásil do Československých legií, zařazen do 8. československého střeleckého pluku byl k 29. červenci 1917. Zúčastnil se ústupových bojů před Němci z Ukrajiny a Sibiřské anabáze. Mezi červnem a říjnem 1919 absolvoval důstojnickou školu v Sljuďance. Z Vladivostoku odplul 2. července 1920 a do Československa se vrátil 10. srpna téhož roku v hodnosti poručíka.

### Mezi světovými válkami
Stanislav Mazel zůstal po návratu do Československa v armádní službě. Působil v Brně v různých funkcích, přičemž se dále vzdělával a kariérně stoupal. Mezi lety 1925 a 1926 studoval na Škole vysokých studií pedagogických při Masarykově univerzitě, následně do roku 1928 na Vysoké škole válečné v Praze, po ukončení studií působil jako přednosta I. oddělení štábu 6. divize v Brně. Mezi lety 1929 a 1930 absolvoval kurs pro výcvik důstojníků generálního štábu ve službě vojensko-železniční u železničního traťového velitelství v Praze a poté nastoupil do funkce železničního traťového velitele v Bratislavě. Mezi zářím 1936 a zářím 1937 působil tamtéž jako velitel praporu u pěšího pluku 39, poté jako podnáčelník štábu velitelství IV. sboru v Olomouci, během Všeobecné mobilizace 1938 v Litovli. Dosáhl hodnosti plukovníka.

### Druhá světová válka
Po německé okupaci v březnu 1939 se stal Stanislav Mazel náčelníkem štábu IV. sboru a jako takový spoluřídil jeho likvidaci, která byla součástí rozpuštění celé Československé armády. Poté byl přeložen k Zemskému úřadu v Brně, kde pracoval jako vrchní rada v Moravském zemském archívu. Již od dubna 1939 se zapojil do protinacistického odboje na pozici náčelníka štábu Oblastního velitelství Obrany národa Morava - východ a poté i zástupce jejího velitele brig. gen. Václava Ždímala. Za svou činnost byl společně s pplk. Josefem Ejemem 3. října 1940 zatčen gestapem. Vyslýchán a vězněn byl na brněnských Sušilových kolejích, ve věznici gestapa v Olomouci, Breslau, Wohlau a Landsbergu. Dne 13. dubna 1942 byl berlínským Lidovým soudem odsouzen ke dvanácti letům žaláře. Trest vykonával v káznici v Untermaßfeldu v Durynsku. Zde onemocněl zápalem pohrudnice a plic, zůstal bez ošetření, což jeho vězněním oslabený organismus nevydržel. Zemřel 30. dubna 1943. Jeho tělo bylo zpopelněno v nedalekém Meiningenu, urnu s jeho popelem se podařilo dostat do vlasti a pohřbít nejprve v Pozořicích a poté v Brně na Ústředním hřbitově.

## Rodina
Stanislav Mazel se oženil s vídeňskou rodačkou Marií Žákovou. Manželům se v roce 1924 narodila dcera Jiřina, provdaná Mikulášková.

## Ocenění

### Vyznamenání
- Československý válečný kříž 1914–1918
- Československá revoluční medaile
- Československá medaile Vítězství

### Posmrtná ocenění
- Stanislavu Mazlovi byl v roce 1945 in memoriam udělen Československý válečný kříž 1939
- Stanislav Mazel byl v roce 1946 in memoriam povýšen do hodnosti brigádního generála
- Na jeho rodném domě v Sivicích čp. 58 byla Stanislavu Mazlovi odhalena pamětní deska[1]